# Муње: Опет!
Муње Опет! (стилизовано као Муње О5!) је српски хумористички филм из 2023. године у режији Радивоја Андрића, а по сценарију Срђе Анђелића. Представља наставак филма Муње! из 2001. године. У филму се враћају Борис Миливојевић као Маре, Сергеј Трифуновић као Поп и Никола Ђуричко као Гојко Сиса. Такође, улоге су обновили Маја Манџука као Ката и Милица Вујовић као Лола. Радња прати Попа и Марета који одлазе на прославу годишњице матуре у Бечу, коју организује њихов стари непријатељ Гојко.
Снимања су почела 21. септембра 2022. и трајала су у Србији и Бечу око 2 месеца до децембра исте године. Премијера је одржана 29. марта 2023. у Београду, док је у српским биоскопима изашао дан касније.

## Радња
Прошло је око двадесет година, а Поп још увек сања о свом музичком успеху, иако свира музичке обраде хитова из 1980-их. Његов друг Маре, који је практичнији, зарађује за живот тако што ноћу доставља наргиле за тинејџере, од клуба до клуба. Све је исто у животу њих двојице: немају девојке и доживљаје али имају велике стомаке.
Нова музика влада светом, а њен краљ, стациониран у Бечу, је Гојко Сиса. Гојко влада дијаспором и одређује укус младих. На снимању спота перспективне певачице, Гојко инсистира да се убаци семпл из једне прастаре песме и то песме његових школских другова Марета и Попа.
Песма преко ноћи постаје јутјуб хит. Маре и Поп сазнају да Гојко користи њихов стари снимак и  да још увек поседује касету са оригиналном песмом.
Исте ноћи срећу друга из одељења који се спрема на пут за Беч, јер Гојко организује годишњицу матуре (огромна већина одељења ионако живи у иностранству). Наравно, једино њих двојица нису добили позивнице...

## Улоге
| Глумац                    | Улога                    |
| ------------------------- | ------------------------ |
| Борис Миливојевић         | Марко Лукић „Маре”       |
| Сергеј Трифуновић         | Поповић „Поп”            |
| Никола Ђуричко            | Гојко „Сиса”             |
| Ивана Зечевић             | Теа                      |
| Марко Павловић            | Оги                      |
| Стојша Ољачић             | Уки                      |
| Јелисавета Саблић         | Разредна Смиља „Тортура” |
| Маја Манџука              | Ката                     |
| Милица Вујовић            | Лола                     |
| Драган Маринковић Маца    | Мики „Гас”               |
| Миона Марковић            | Миладинка „Мила Сила”    |
| Владимир Ковачевић        | Гиле                     |
| Стефан Бундало            | Диспечер                 |
| Милош Ђорђевић            | Водитељка                |
| Милорад Милинковић        | Слављеник                |
| Данијела Врањеш           | Зен координаторка        |
| Радомир Николић           | Комшије                  |
| Еуфрат                    | Комшије                  |
| Владислава Ђорђевић       | Комшије                  |
| Милко Јосифов             | Комшије                  |
| Бојан Вељовић             | Драган Јовановић из IV-3 |
| Златија Оцокољић Ивановић | Јелена Јовановић из IV-3 |
| Золтан Плетл              | Цариник                  |
| Несим Хрвановић           | Професор на олимпијади   |
| Марко Црногорац           | Гојков лаборант          |
| Милош Милаковић           | Телохранитељ Муса        |
| Мирјана Ђурђевић          | Сања 2                   |
| Ивана Шћепановић          | Сања 3                   |
| Слађана Парежанин         | Сања 4                   |
| Нада Блам                 | Славка                   |
| Ивана Вуковић             | Ема                      |
| Иван Ивановић Ђус         | Ћела                     |
| Млађан Црквењаш           | Боске матурант           |
| Никола Вујовић            | Зајечарац етно           |
| Денис Мурић               | Зајечарац шегрт          |
| Златко Ракоњац            | Ди-џеј Гас               |
| Милош Глоговац            | Дечко у Гасу             |
| Ђорђе Ђуричко             | Бенд „Веселе деведесете” |
| Урош Пармаковић           | Бенд „Веселе деведесете” |
| Иван Пармаковић           | Бенд „Веселе деведесете” |
| Марко Банићевић           | Бенд „Веселе деведесете” |
| Смоке Мардељано           | Микијев телохранитељ     |
| Душан Чавић               | Бечки полицајац Јохан    |
| Драгана Вујић             | Госпођа са миљеима       |
| Клара Хрвановић           | Селфи девојке            |
| Нађа Мазалица             | Селфи девојке            |
| Луција Вељовић            | Селфи девојке            |
| Гаврило Глоговац          | Достављач                |